# Hurrikan Rick (2009)
Hurrikan Rick war ein außergewöhnlich intensiver tropischer Wirbelsturm, der sich im Oktober 2009 im östlichen Pazifik entwickelte. Er gilt als der drittstärkste Hurrikan, der je im Pazifik beobachtet wurde, und war der zweitstärkste tropische Wirbelsturm weltweit im Jahr 2009.

## Entstehung und Entwicklung
Rick entstand am 15. Oktober 2009 aus einer tropischen Welle, die sich von der Westküste Afrikas gelöst hatte. Innerhalb von nur 24 Stunden nach seiner Klassifizierung als tropische Depression intensivierte sich das System zu einem Hurrikan. Begünstigt durch äußerst günstige Umweltbedingungen wie warme Wassertemperaturen und geringe Windscherung, durchlief Rick eine Phase rapider Intensivierung.
Am 17. Oktober erreichte Rick die höchste Kategorie 5 auf der Saffir-Simpson-Hurrikan-Windskala. Kurz darauf erlangte er seine maximale Intensität mit Windgeschwindigkeiten von 285 km/h und einem minimalen Luftdruck von 906 Millibar. Diese Werte machen Rick zum drittstärksten je gemessenen Hurrikan im Pazifik (Stand 2024).

## Verlauf und Auswirkungen
Nach Erreichen seiner Spitzenintensität begann Rick allmählich zu schwächen, bedingt durch eine zyklische Eyewall-Neubildung und zunehmende Windscherung. Am 21. Oktober traf der abgeschwächte Tropensturm Rick mit Windgeschwindigkeiten von 97 km/h nahe Mazatlán auf die mexikanische Küste.
Obwohl anfänglich befürchtet wurde, Rick könnte als starker Hurrikan auf die Halbinsel Niederkalifornien treffen, waren die Auswirkungen letztendlich geringer als erwartet. Dennoch forderte der Sturm drei direkte und ein indirektes Todesopfer. Die Schäden in Mexiko beliefen sich auf etwa 192 Millionen Pesos (14,6 Millionen US-Dollar).

## Vorbereitungen und Reaktionen
In Erwartung des Hurrikans wurden in mehreren mexikanischen Bundesstaaten Vorsichtsmaßnahmen getroffen. Häfen wurden für kleinere Schiffe geschlossen, Strände gesperrt und Evakuierungen in tiefliegenden Gebieten durchgeführt. Mehrere Kreuzfahrtschiffe änderten ihre Routen, um dem Sturm auszuweichen.

## Nachwirkungen
Die Reste von Rick verstärkten eine Kaltfront über den Great Plains der Vereinigten Staaten, was zu schweren Gewittern und mehreren Tornados in Louisiana führte. In Texas verursachten starke Regenfälle Überschwemmungen mit einem Todesopfer und Schäden in Höhe von 2,69 Millionen US-Dollar.